# Wilhelm Mannhardt
Wilhelm Mannhardt (26 mars 1831, Friedrichstadt - 25 décembre 1880, Dantzig) est un anthropologue, un mythologue et un folkloriste prussien. 

## Biographie
Il est connu pour ses travaux sur la mythologie germanique et la mythologie balte (de), et pour sa défense de la théorie du mythe solaire, notamment sous l'influence de l'école de Jacob Grimm. Plus tard, il fait plus de place à des idées évolutionnistes et se consacre à la reconstitution du culte préhistorique des arbres et des céréales.
À partir de 1851, il étudie à l'université de Berlin les langues germaniques, le sanskrit et d'histoire. En 1853, il part à l'université de Tübingen, où il obtient son doctorat l'année suivante avec comme sujet de thèse De nominibus Germanorum propriis quae ad regnum referuntur, observationis specimen.
En dépit de sa mauvaise santé, il a effectué ses travaux directement sur le terrain . Son travail a été un précurseur de ceux de James Frazer. Comme Frazer, ses théories ont par la suite été fortement critiquées.

## Publications
- (avec Johann Wilhelm Wolf) Beiträge zur deutschen Mythologie. Dieterich, Göttingen u. Leipzig 1852 (lire en ligne)
- De nominibus Germanorum propriis quae ad regnum referuntur, observationis specimen. Dissertation, Berlin 1857 (lire en ligne)
- Germanische Mythen. Forschungen. thèse d'habilitation, Berlin 1858 (lire en ligne)
- Ueber Vampirismus. In: Zeitschrift für deutsche Mythologie und Sittenkunde Bd. 4 (1859), S. 259–282. Reproduit dans : Wilhelm Mannhardt, Jan Ignáz Hanuš: Über Vampirismus. Hrsg. und bearb. von. Detlef Weigt. Superbia, Leipzig 2004,  (ISBN 3-937554-01-7).
- Die praktischen Folgen des Aberglaubens mit besonderer Berücksichtigung der Provinz Preußen. Deutsche Zeit- und Streitfragen VII.97. Berlin 1878.
- Die Götter der deutschen und nordischen Völker. Berlin 1860. 1re partie. (lire en ligne)
- Die Wehrfreiheit der altpreußischen Mennoniten. Denkschrift. Marienburg 1863.
- Weihnachtsblüten in Sitte und Sage. Duncker, Berlin 1864. Réimpression: Die Geschichte des Weihnachtsfestes. Leipzig 2010
- Roggenwolf und Roggenhund. Beitrag zur germanischen Sittenkunde. Danzig 1865; 2. verm. Aufl. Danzig 1866,
- Klytia. Sammlung gemeinverständlicher wissenschaftlicher Vorträge Heft 239. Berlin 1875.
- Die Korndämonen. Beitrag zur germanischen Sittenkunde. Berlin 1868. (lire en ligne)
- Wald- und Feldkulte. 2e partie. Berlin 1875/1877 (lire en ligne: Bd. 1, Bd. 2). Réimpression : Olms, Hildesheim 2002,  (ISBN 3-487-11479-8),  (ISBN 3-487-11480-1). 2. Aufl. von W. Heuschkel, Berlin 1904/1905 (lire en ligne)

Publiés après sa mort :
- Gedichte. Mit einer Lebensskizze des Dichters. Danzig 1881.
- Mythologische Forschungen. Aus dem Nachlasse hrsg. von Hermann Patzig (= Quellen und Forschungen zur Sprach- und Culturgeschichte der germanischen Völker. H. 51). Strassburg 1884. (lire en ligne)
- Letto-Preußische Götterlehre (= Magazin der Lettisch-Literärischen Gesellschaft. 21). Riga 1936 (Réimpression 1971).